# 作用素位相
数学の関数解析学の分野では、ヒルベルト空間 H 上の有界線形作用素の環 B(H) に対して与えられる標準的な作用素位相（さようそいそう、英: operator topology）がいくつか存在する。

## 導入
{Tn} をヒルベルト空間 H 上の線型作用素の列とする。Tn が H 内である作用素 T に収束するということについて考える。これには次のようないくつかの異なる意味がある：
- {\displaystyle \|T_{n}-T\|\to 0}、すなわち、Tn - T の作用素ノルム（H 内の単位球内の x に関する {\displaystyle \Vert T_{n}x-Tx\Vert _{H}} の上限）が 0 に収束するとき、一様作用素位相（uniform operator topology）で {\displaystyle T_{n}\to T} が成り立つという。
- H 内のすべての x に対して {\displaystyle T_{n}x\to Tx} となるとき、強作用素位相（strong operator topology）で {\displaystyle T_{n}\to T} が成り立つという。
- H 上のすべての線型汎函数 F に対して {\displaystyle F(T_{n}x)\to F(Tx)} となるとき、弱作用素位相（weak operator topology）で {\displaystyle T_{n}\to T} が成り立つという。

これらのすべての概念は、ヒルベルト空間 H の代わりにバナッハ空間を考えても意味を持ち、有用である。

## B(H) 上の位相
上述のものの他にも、B(H) 上で定義できる位相は多く存在する。これらの位相はすべて局所凸であり、半ノルムの族によって定義される。
解析学において、位相は、多くの開集合を持つなら強と呼ばれ、少ない開集合を持つなら弱と呼ばれる。したがって、それらに対応する収束の種類はそれぞれ、強と弱になる。
バナッハ空間 B(H) は、双対が B(H) であるようなトレース級作用素からなる（唯一つの）前双対 B(H)* を持つ。その前双対において正である w に対する半ノルム pw(x) は (w, x*x)1/2 で定義される。
B がベクトル空間 A 上の線型写像からなるベクトル空間であるとき、B のすべての元が連続であるような A 上の最も弱い位相として、σ(A, B) が定義される。
- ノルム位相（あるいは一様位相、一様作用素位相）は、B(H) 上の通常のノルム ||x|| によって定義される。これは以下に挙げる他のすべての位相よりも強い。
- 弱（バナッハ空間）位相とは、σ(B(H), B(H)*) のことである。すなわち、双対 B(H)* のすべての元が連続であるような最も弱い位相のことである。これはバナッハ空間 B(H) 上の弱位相であり、超弱位相や弱作用素位相よりは強い（注意：弱バナッハ空間位相、弱作用素位相および超弱位相はしばしばすべて弱位相と呼ばれるが、それらは異なるものである）。
- マッキー位相あるいはアレンス＝マッキー位相は、双対が B(H)* であるような B(H) 上の最も強い局所凸位相である。それはまた、B(H)* 内の B(H)-コンパクトな部分集合 σ(B(H)* 上の一様収束位相でもある。これは以下に述べるすべての位相よりも強い。
- σ-強*位相あるいは超強*位相は、随伴作用素が連続であるような超強位相よりも強い最弱位相である。B(H)* の正の元 w に対する半ノルム pw(x) および pw(x*) の族によって定義される。
- σ-強位相あるいは超強位相（英語版）、最強位相または最強作用素位相と呼ばれるものは、B(H)* の正の元 w に対する半ノルム pw(x) の族によって定義される。こおれは強* 位相を除く以下の位相よりも強い。注意：「最強位相」という呼び名であるが、ノルム位相よりは弱い。
- σ-弱位相あるいは超弱位相（英語版）、弱* 作用素位相、弱 * 位相、弱位相または σ(B(H), B(H)*) 位相と呼ばれるものは、B(H)* の元 w に対する半ノルム |(w, x)| の族で定義される。注意：弱バナッハ空間位相、弱作用素位相および超弱位相はしばしばすべて弱位相と呼ばれるが、それらは異なるものである。
- 強* 作用素位相あるいは 強* 位相と呼ばれるものは、H 内の h  に対する半ノルム ||x(h)|| および ||x*(h)|| によって定義される。これは強作用素位相および弱作用素位相よりも強い。
- 強作用素位相（SOT）あるいは強位相と呼ばれるものは、H 内の h に対する半ノルム ||x(h)|| によって定義される。これは弱作用素位相よりも強い。
- 弱作用素位相（WOT）あるいは弱位相と呼ばれるものは、H 内の h1 と h2 に対する半ノルム |(x(h1), h2)| によって定義される。注意：弱バナッハ空間位相、弱作用素位相および超弱位相はしばしばすべて弱位相と呼ばれるが、それらは異なるものである。